# Église Saint-Maximin de Metz
Pour les articles homonymes, voir église Saint-Maximin.
L'église Saint-Maximin est une église catholique située à proximité du Temple luthérien dans le quartier de l’Ancienne Ville à Metz en Moselle. Elle est placée sous le vocable de l’évêque Maximin de Trèves, décédé en 347.

## Contexte
L’église romane est située dans le quartier Outre-Seille, 68 rue Mazelle.

## Construction et aménagements

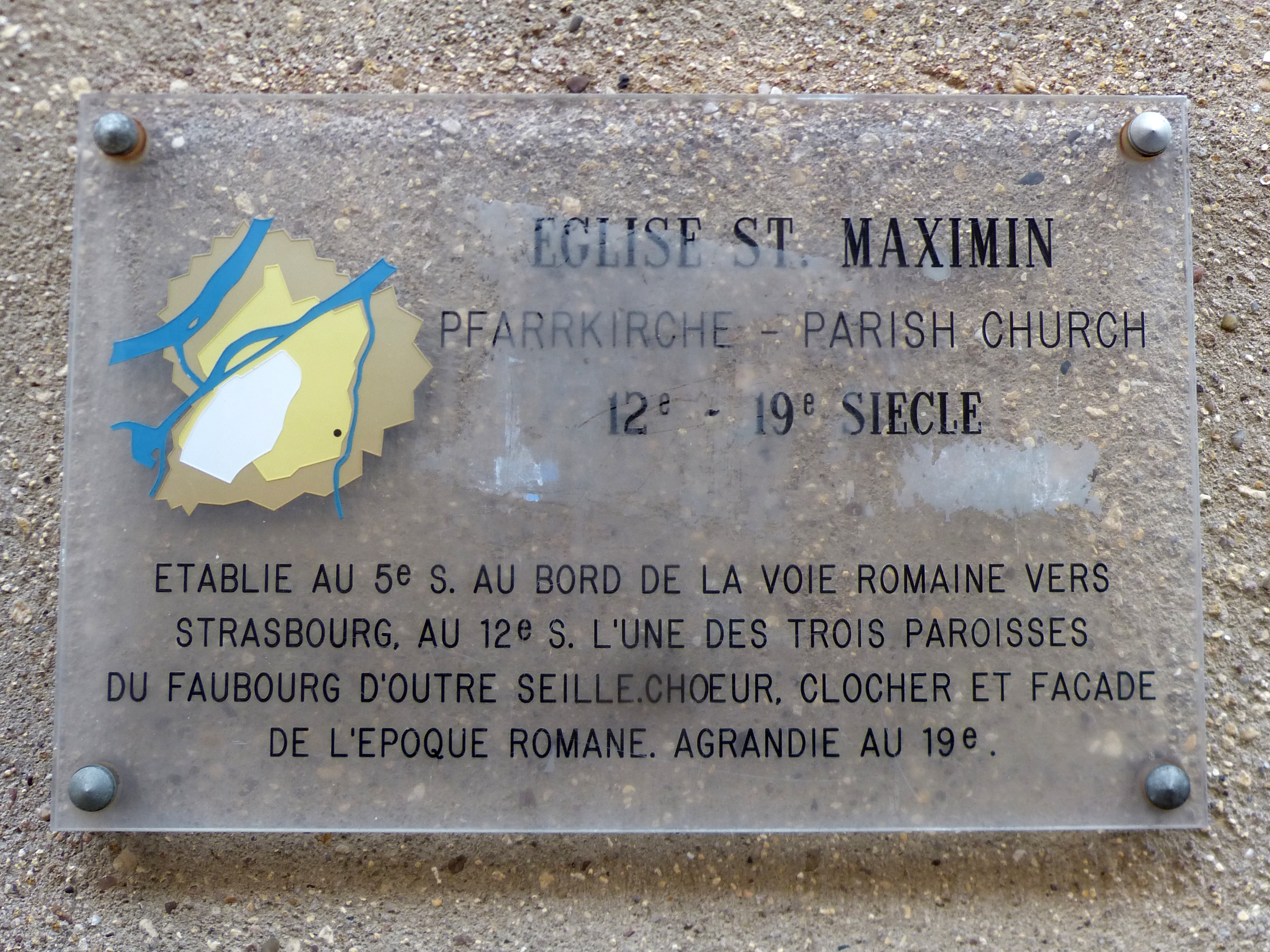
Panneau explicatif à l'entrée

La construction de cette église romane date du XIIe siècle au XVe siècle. Le chœur, la croisée du transept et le clocher carré du XIIe siècle sont un témoignage important de l’époque romane. La nef date du XVe siècle.
Dans le transept sud, la chapelle des Louve et des Gournay date de 1365, un don de Poinsignon Dieu Amy. Le jeune Jacques-Bénigne Bossuet y prononce le 24 octobre 1658, l’une des premières oraisons funèbres, celle d’Henry de Gournay.
Un portail baroque remplace en 1753 la première porte ogivale.

### Vitraux de Jean Cocteau
L’église abrite les seuls vitraux connus dessinés par Jean Cocteau, avec ceux de la chapelle N.-D. de Jérusalem de Fréjus et de la chapelle Saint-Blaise-des-Simples à Milly-la-Forêt ; les vitraux sont mis en place à la fin des années 1960 d’après des cartons de 1962,. L’œuvre vitrailliste réalisée par Jean Cocteau à Metz constitue sans conteste son dernier grand chef-d’œuvre, achevé pour l’essentiel à titre posthume, puisqu'il est mort le 11 octobre 1963. C'est Edouard Dermit, son fils adoptif, et Jean Dedieu son cartonnier qui veilleront à la pleine exécution du projet dessiné par Jean Cocteau en collaboration avec Raymond Moretti.
Les vitraux ont été réalisés par l'atelier Emile et Michel Brière de Levallois Perret, à qui Cocteau demanda de co-signer l’œuvre[réf. souhaitée].
Création importante par le nombre des vitraux réalisés (quatorze baies représentant au total vingt-quatre fenêtres), trois idées majeures caractérisent cette œuvre  :

#### Proximité avec l'art des cultures anciennes
Ce lieu cultuel chargé d’histoire va devenir un écrin de choix pour ce créateur qui va réussir à concilier par l’art de son temps les cultures les plus anciennes avec les lieux les plus éloignés, Son amitié notamment avec Picasso lui a permis plus que quiconque de s’intéresser à l’art ancestral et à l’art imaginaire. Ainsi sa marque personnelle dans les vitraux de Saint-Maximin c’est d’avoir fait surgir des frémissements végétaux, minéraux et charnels» à la manière de Wifredo Lam jusqu’à ce que naisse une sorte d’hymne poétique exprimant la communion entre la nature et l’homme en puisant dans les coutumes et traditions de tout horizon. Plusieurs vitraux vont illustrer cette utilisation des arts premiers dont notamment le vitrail central de l’abside avec le motif de l’homme aux bras levés,. Selon Mircea Eliade c’est le chaman qui adopte cette même position pendant les cérémonies et qui s’exclame : « J’ai atteint le ciel. Je suis immortel. »

#### Les verrières qui préfigurent l'art actuel
Par exemple avec le vitrail central de l’abside, Cocteau annonce le motif que vont utiliser vingt ans ou trente ans après lui les artistes du Street Art. Un certain Keith Haring va abondamment utiliser le motif de l’homme aux bras levés dans ses propres œuvres. Cet artiste américain réalisera en 1981 une œuvre de grande dimension (243,8 × 243,8 cm) avec de l’encre vinyle sur bâche vinyle représentant une effigie humaine les bras levés au ciel. En 1984, ce sera un autre motif de l’orant, une encre noire sur papier et la même année une autre encre sur terre cuite.
Mais plus loin encore dans la verrière de la deuxième fenêtre de l'abside du côté sud (droite), on retrouve d'autres aspects qui seront développés ultérieurement par la peinture contemporaine américaine. Notamment le mouvement qui est issu de l’action painting américain dénommé Color Field Painting ou appelé aussi « abstraction post-picturale ». En fait d’une manière générale, beaucoup de verrières vont préfigurer l’art actuel.

#### Un hymne à l'immortalité
Le message le plus probant signifié par le vitrail central semble bien être celui lié à l’immortalité. À l’évidence, si Cocteau a fait figurer les deux personnages de manière aussi évidente dans ce vitrail axial (l’orant et son double), on ne peut ignorer et faire l’impasse sur le contenu de leur invocation à savoir la foi en l’immortalité. D’ailleurs, c’est cette même immortalité que recherche tout artiste à travers son travail dont le but serait de créer une œuvre qui lui succède. Jean Cocteau lui-même en réalisant cette dernière création la plus importante avant sa mort a dû y songer en permanence. Il n’a cessé sa vie durant d’utiliser la mythologie et notamment le personnage d’Orphée pour faire revenir à la vie les êtres chers et les rendre même immortels. S’agissant du film Orphée de 1950, il est dit notamment dans le blog « L’Œil sur l’Écran » :Jean Cocteau transpose le mythe d’Orphée à l’époque actuelle… L’homme est sauvé, La Mort meurt, c’est le mythe de l’immortalité. ».
En 2013, 50 ans après sa disparition, la Ville de Metz lui a rendu un vibrant hommage pour son dernier chef-d'œuvre réalisé à l'église Saint-Maximin de Metz (les vitraux), une place Jean Cocteau a été inaugurée à cette occasion à proximité de ce lieu cultuel.
Le site américain Atlas Obscura (un million de visiteurs par jour) a cité l'église Saint-Maximin de Metz avec les vitraux de Jean Cocteau parmi les 13 701 endroits à voir sur la planète avant de mourir,.

### Les Grandes Orgues

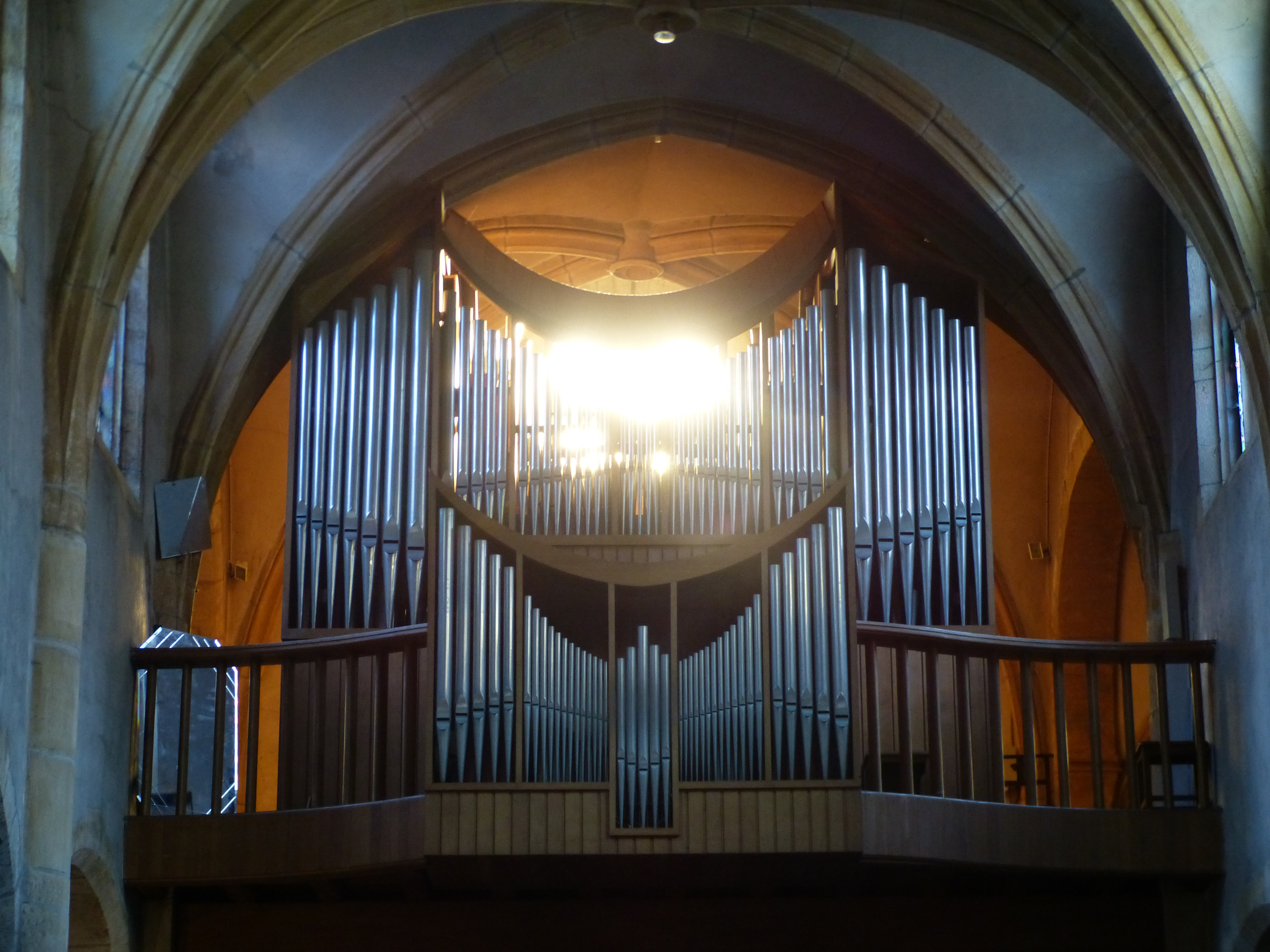
Le buffet d'orgue vu depuis l'autel

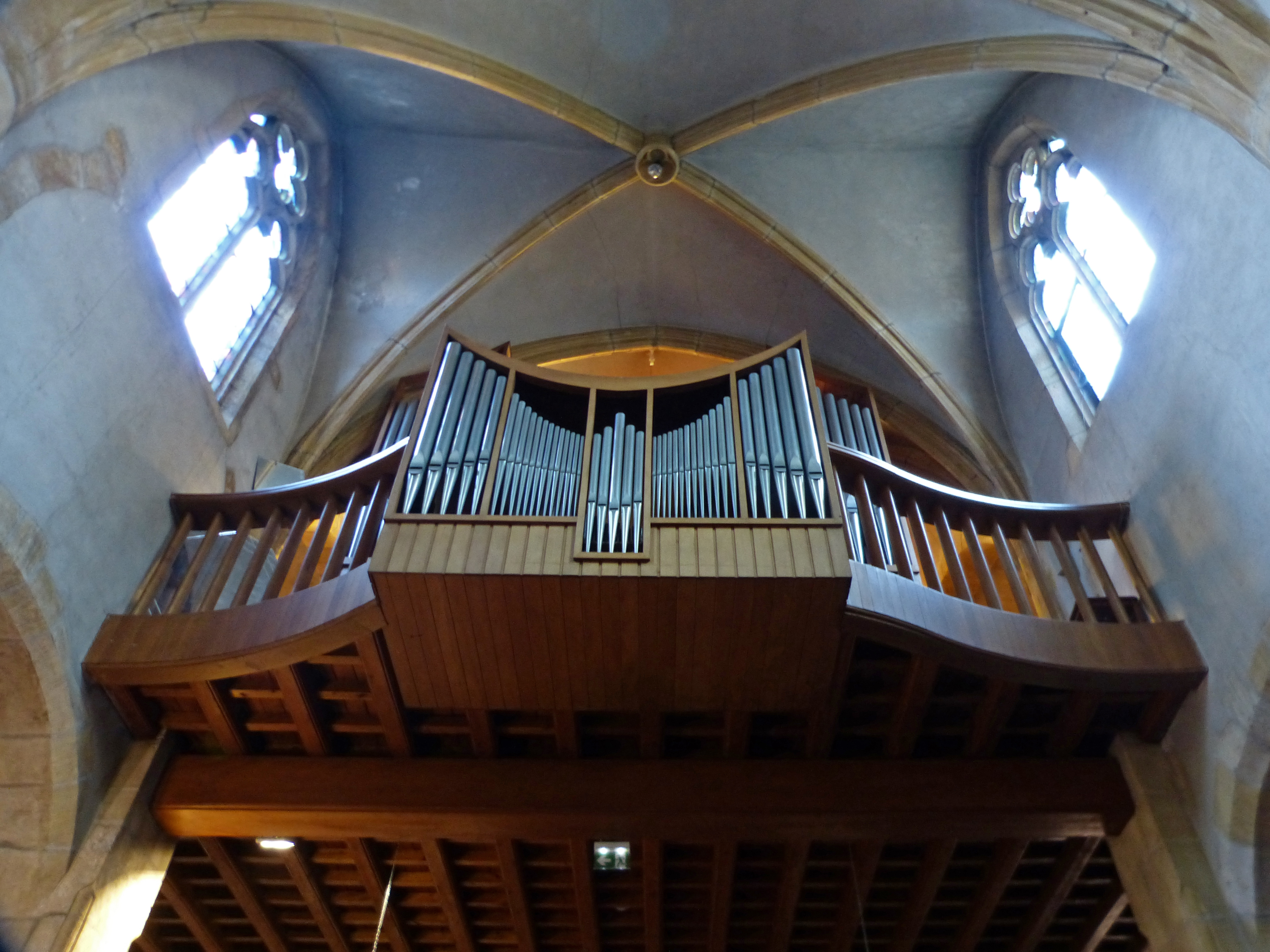
Le buffet d'orgue vu par-dessous

L'orgue est construit en 1969 à partir de tuyauterie ancienne par la manufacture Haerpfer Erman et est inauguré en 1970 par Pierre Gazin.
Il est composé de 2 claviers de 56 notes et un pédalier de 30 notes à transmissions mécaniques.
En 2010, il est restauré par le facteur d’orgues Michel Gaillard de la manufacture Bernard Aubertin. Le Grand Orgue et la Pédale sont rapprochés du Positif de dos, et la transmission mécanique réaménagée. La tuyauterie est réharmonisée dans l'esprit d'un orgue baroque, un peu français, un peu allemand.

#### Composition originale (1969)
Accouplement : Positif/Grand Orgue.
| - Bourdon 8' - Montre 4' - Flûte à chem. 4' - Nasard 2' 2/3 - Quarte 2' - Tierce 1' 3/5 - Cymbale III rgs | - Montre 8' - Bourdon 8' - Prestant 4' - Flûte 4' - Doublette 2' - Cornet V rgs - Fourniture IV rgs - Trompette 8' - Clairon 4' | - Soubasse 16' - Bourdon 8' - Flûte 4' - Régale 16' |

#### Composition après restauration (2010)
Accouplements : Positif/Grand Orgue - Grand Orgue/Pédale - Positif de dos/Pédale.
| - Bourdon 8' - Montre 4' - Flûte à chem. 4' - Nasard 2' 2/3 - Quarte 2' - Tierce 1' 3/5 - Cymbale III rgs - Cromorne 8' - Tremblant doux | - Montre 8' - Bourdon 8' - Clairon 4' - Quinte 2' 2/3 - Doublette 2' - Cornet V rgs - Plein jeu IV rgs - Trompette 8' - Clairon 4' | - Soubasse 16' - Octave basse 8' - Trompette 8' - Buzene 16' |

### Affectations successives
L'édifice est toujours affectée au culte. Son acoustique idéale en fait un lieu privilégié de concerts. L’église est classée Monument Historique en 1923. Plusieurs objets ont été inscrits au titre des monuments historiques, dont le reliquaire de saint Maximin.

## Galerie photographique

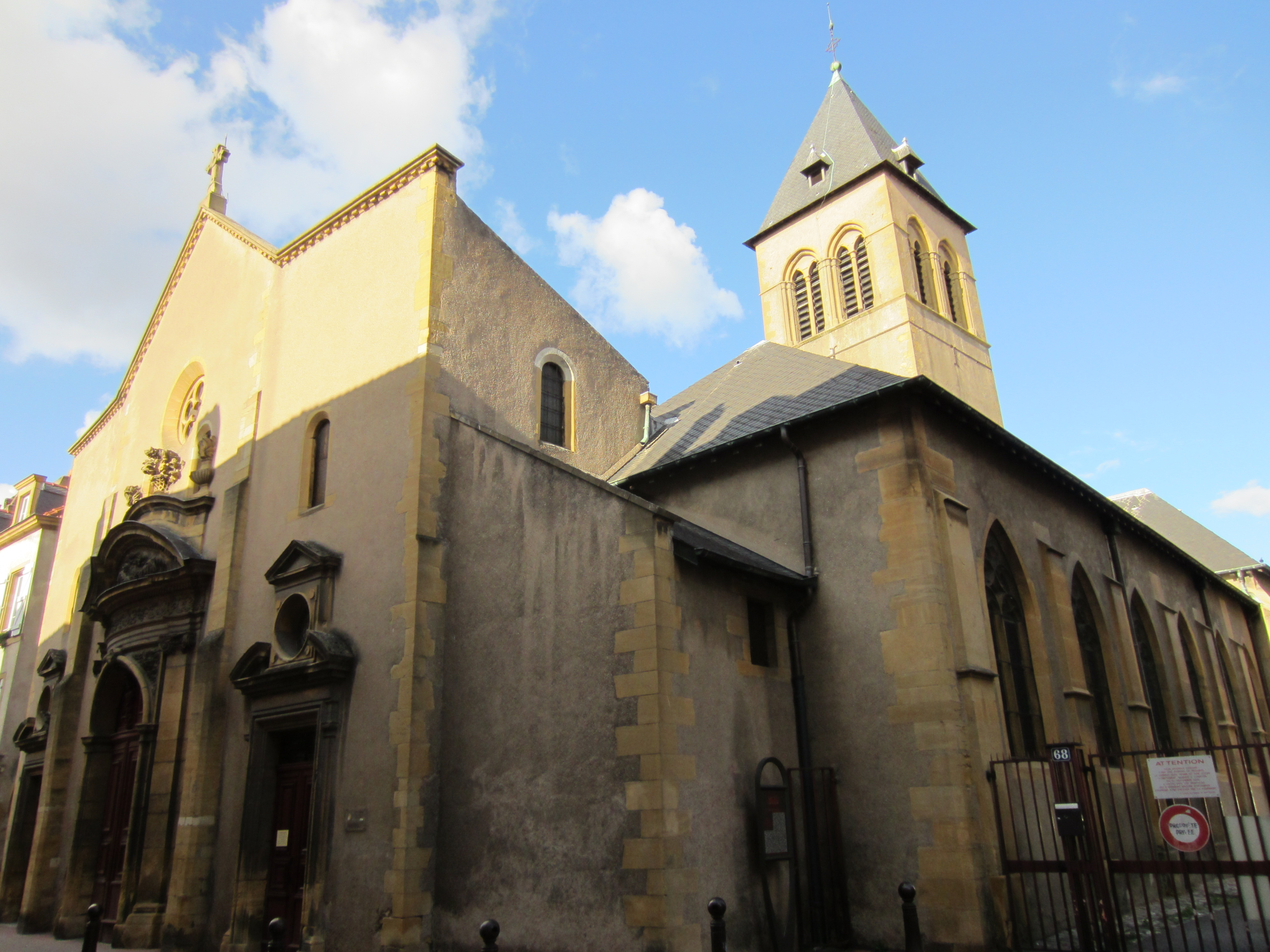
Vue d'ensemble
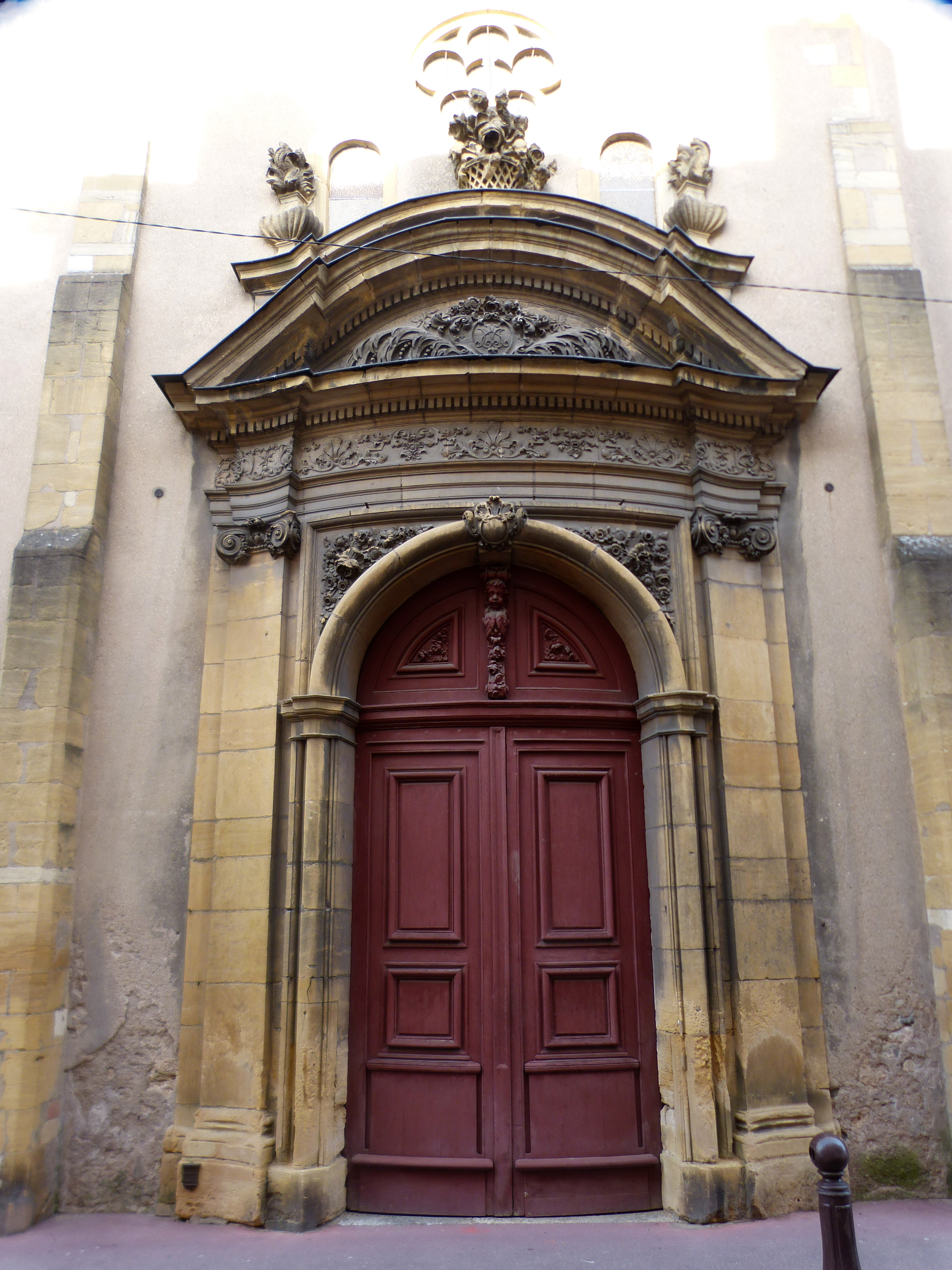
Portail principal de l’église
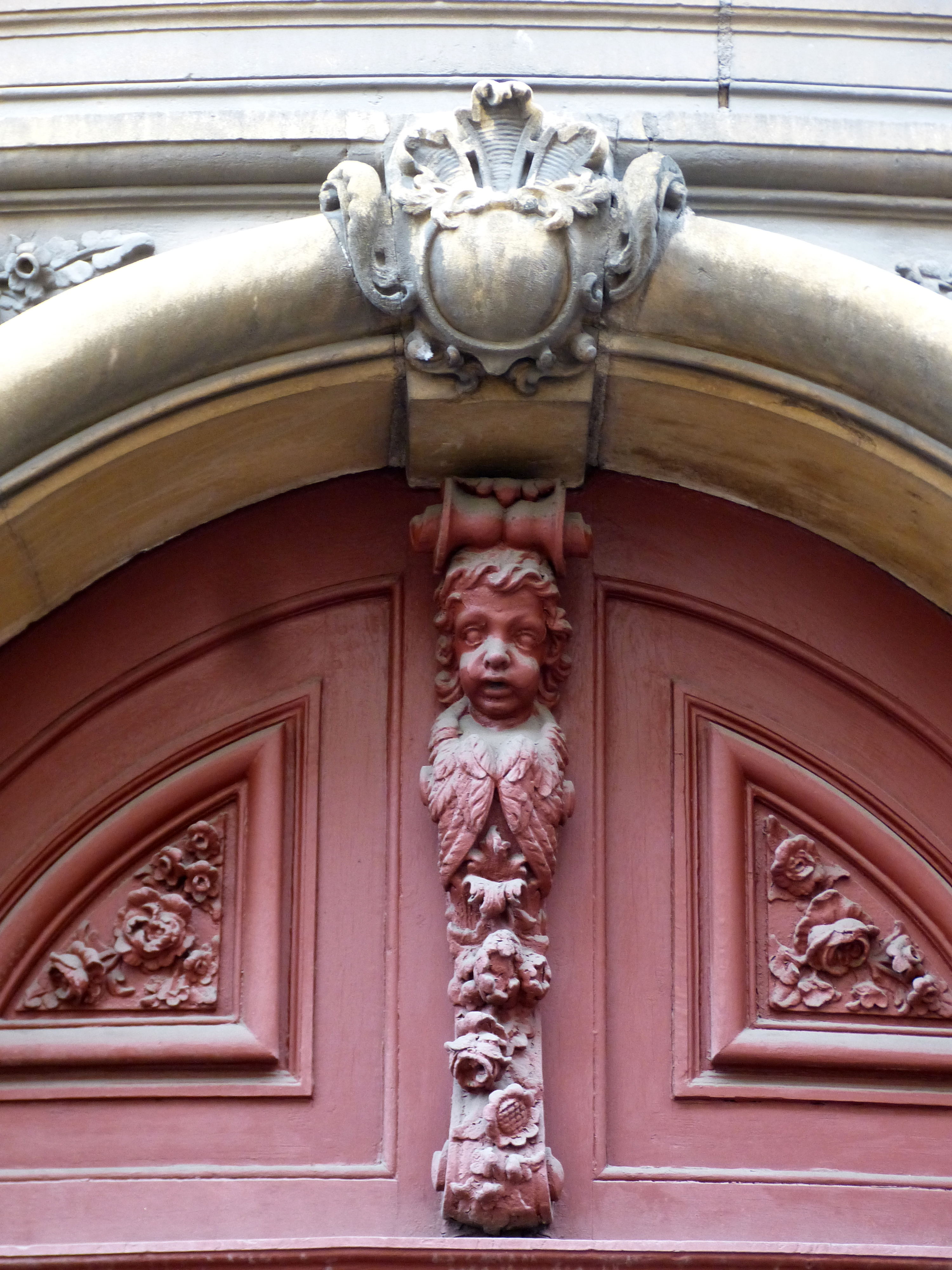
Sculpture en bois sur le portail
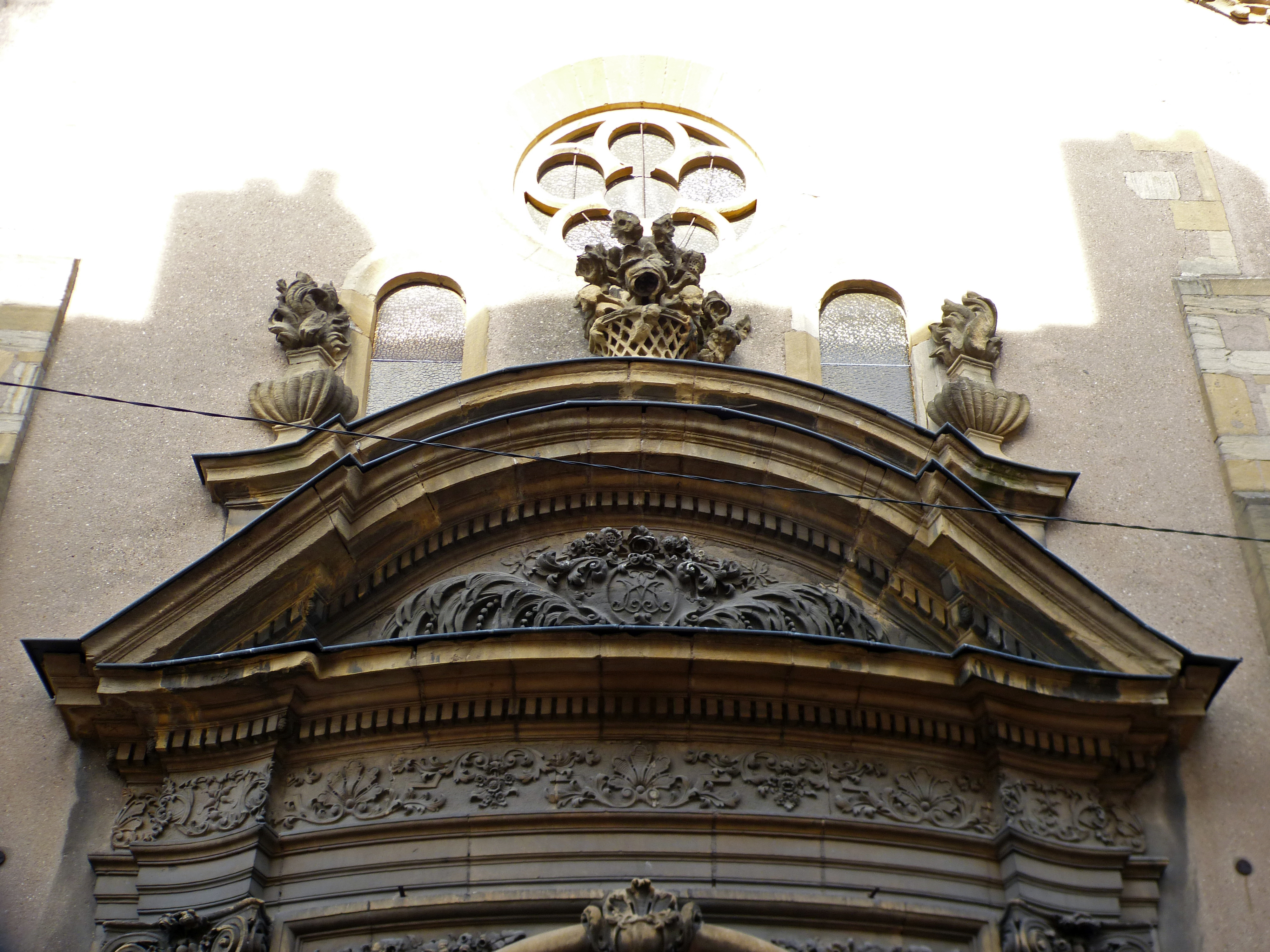
Le fronton
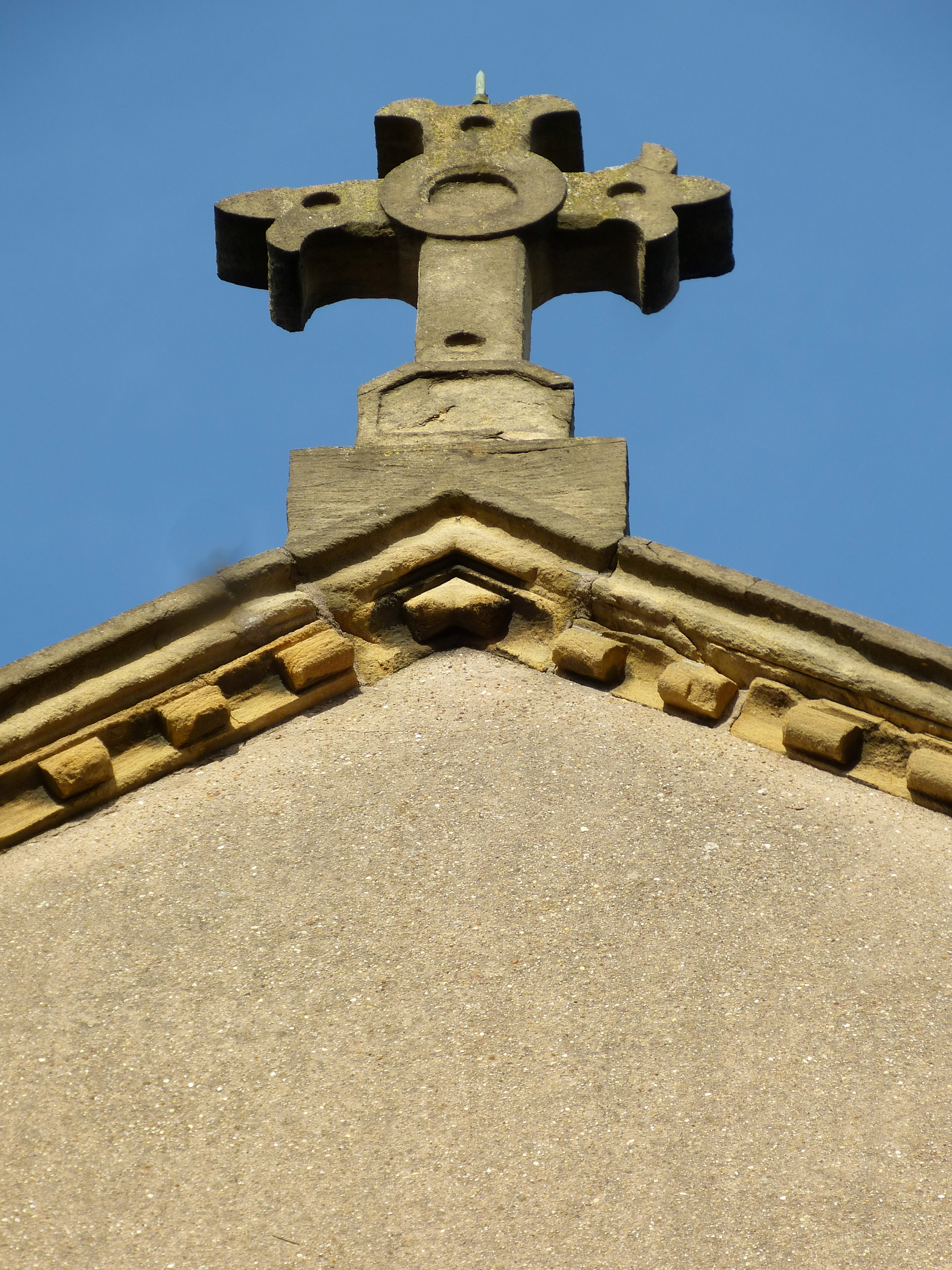
Croix sculptée au sommet
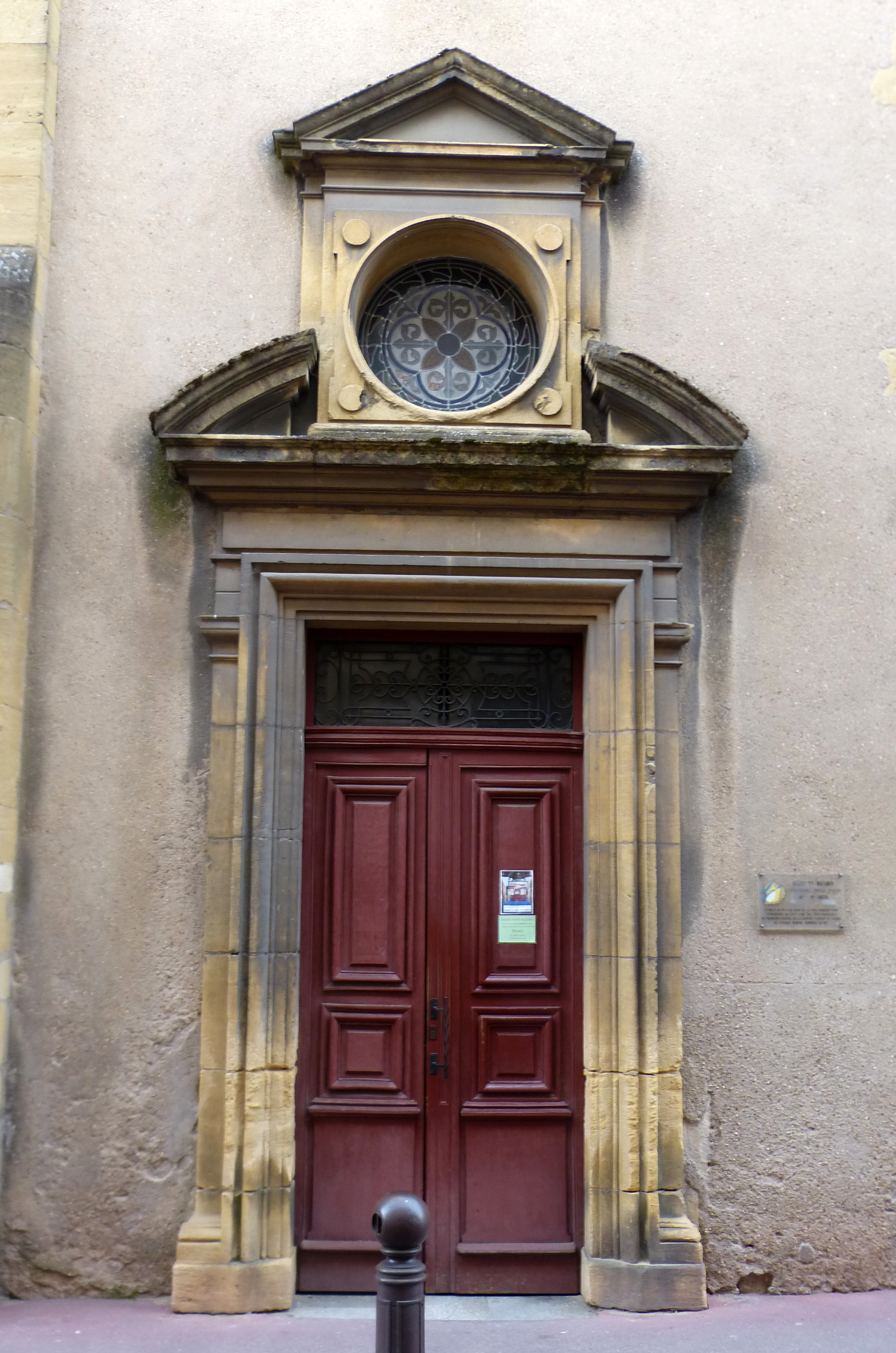
Le portail secondaire
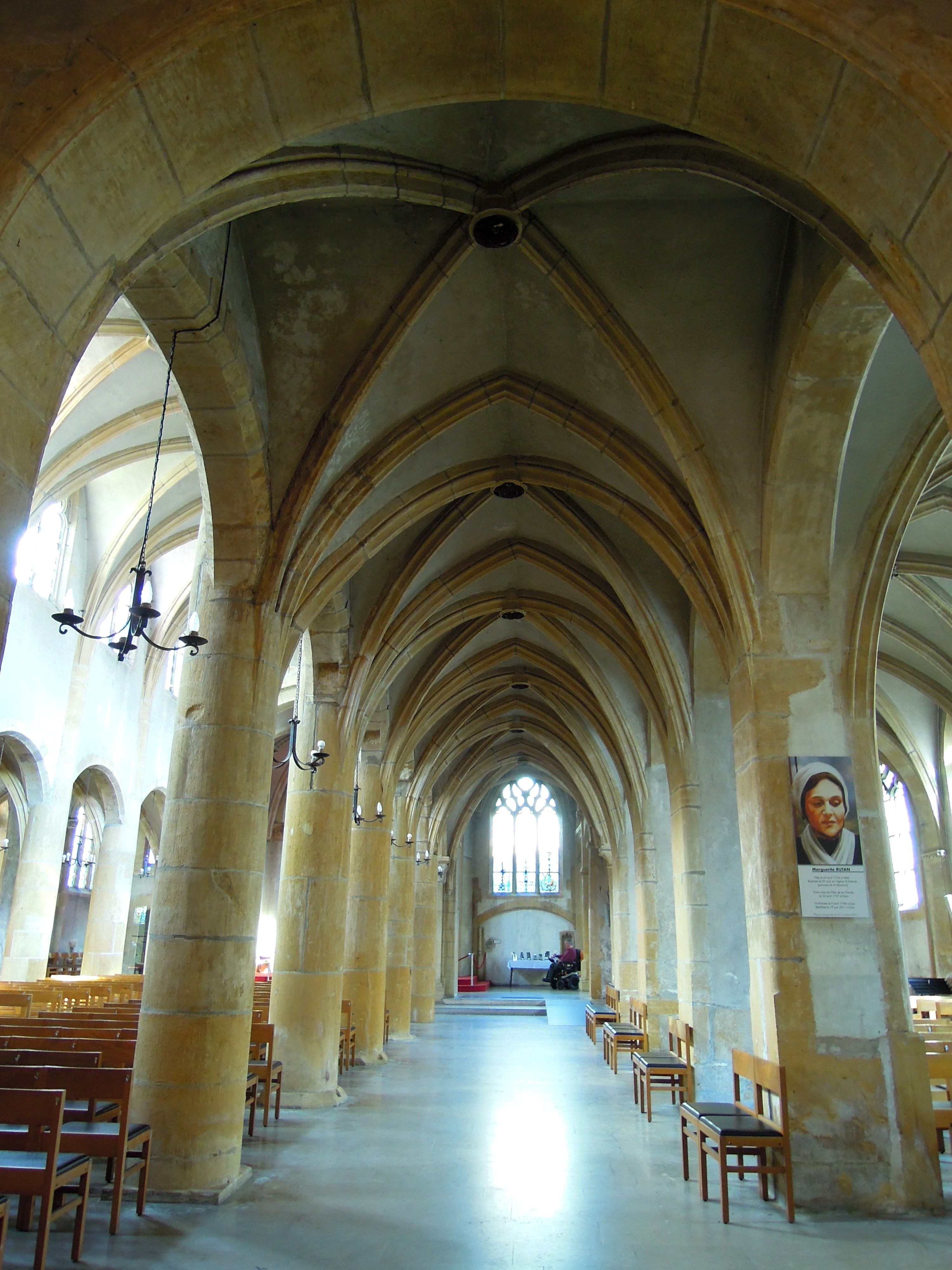
Nef
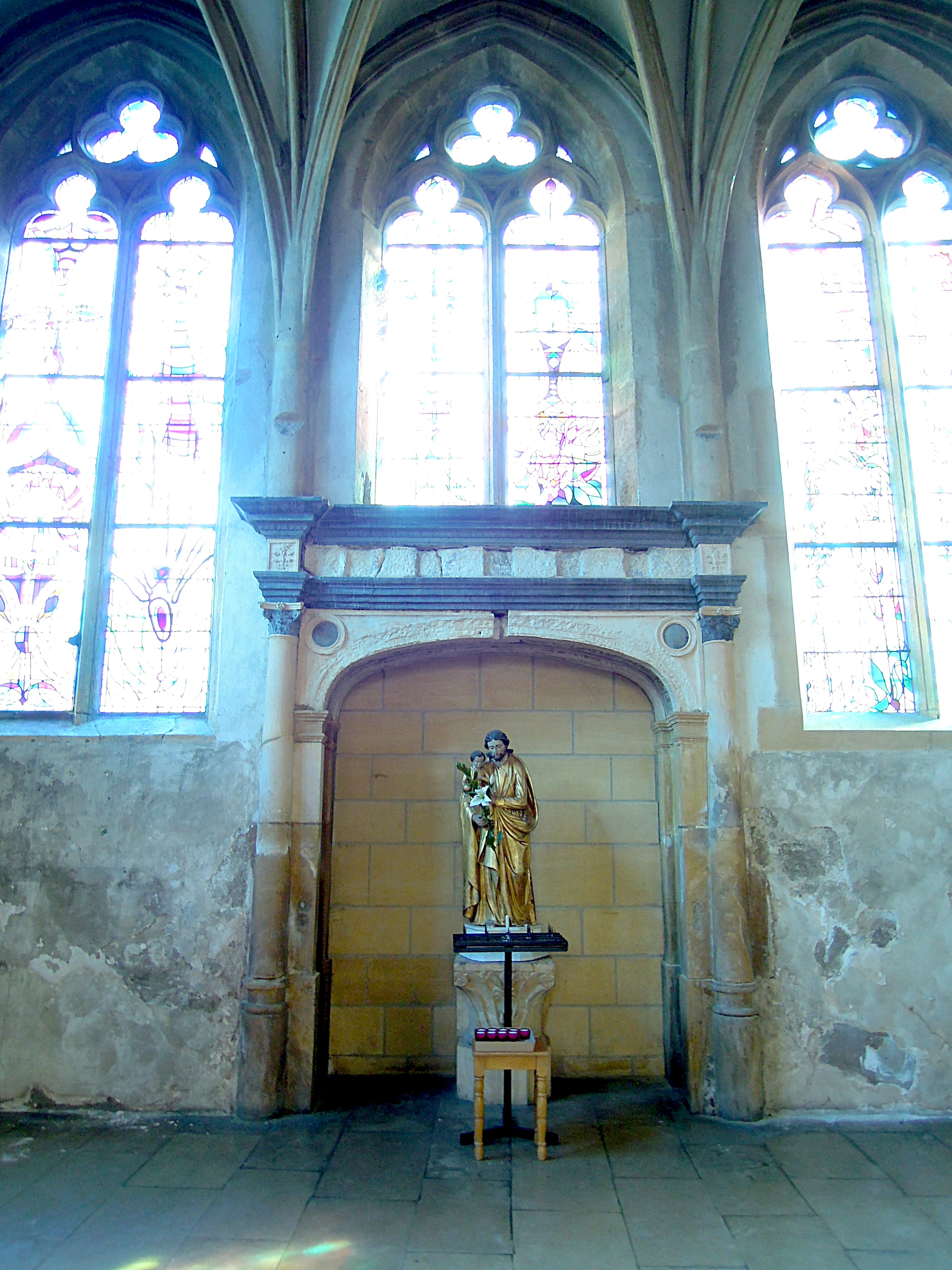
Chapelle de Gournay
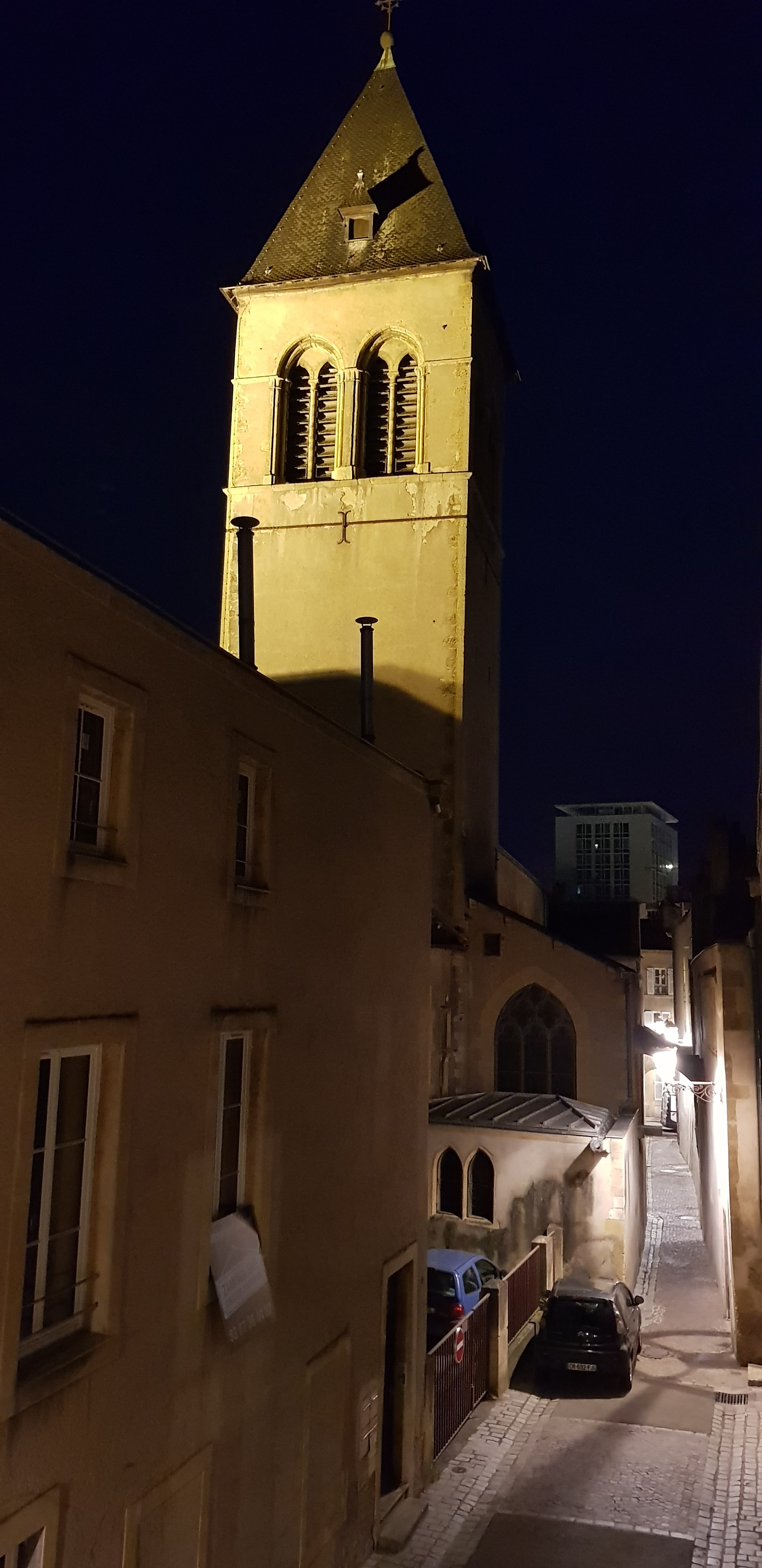
Vue arrière de nuit